# 육군사관학교 (대한민국)
육군사관학교(한자: 陸軍士官學校, 영어: Korea Military Academy)는 대한민국 육군 장교 양성 기관이며, 서울특별시 노원구 공릉동에 있다. 화랑대(花郞臺)라는 별칭으로도 불린다. 대한민국 육군본부 직할부대로 지휘관인 육군사관학교장은 육군 중장이다.

## 역사

한국전쟁 상황도

1945년 12월 5일 군사영어학교로 시작하여 1946년 5월 1일 남조선국방경비사관학교, 6월 15일 조선경비사관학교, 1948년 9월 5일에 육군사관학교로 바뀌었다.
남조선국방경비대가 창설되면서 경비사관의 양성을 목적으로 태릉에 설치되었고, 초대교장은 이형근 참령이 맡았다. 군사교육 초기에는 일본식이 많이 혼재해 있었는데 점점 주한 미군 군사고문단의 교육 프로그램에 따라 미국식으로 바뀌었다. 1~9기까지는 군경력자들이 입교하여 단기 교육으로 임관했다. 1949년 10기(생도 1기)부터 정규과정으로 2년제 교육 실시 방침을 세웠으나, 장교수급 문제로 1년으로 단축되었고, 그나마 한국 전쟁의 발발로 많은 동기생을 전쟁터에서 잃은 채 1950년 7월 10일 대전시에서 소위로 임관했다. 1950년 6월 1일 첫 정규 4년제 사관생도들을 모집하여 333명의 생도들이 입교했으나, 입교 24일만에 한국 전쟁이 발발하자 임관 전인 생도 1기생들과 포천군 방면의 조선인민군을 방어하다가 많은 동기생을 잃었다, 이후, 사관학교가 일시 폐교돼 육군종합학교에서 훈련을 받고 단기 소위로 임관하였다.
이후 1951년 10월에 경상남도 진해시에서 새로운 체제로 재개교하여 정규 4년제로 재편하여 11기 생도들을 선발했고, 정규교육을 하여 1955년 10월 11기생의 임관 시부터 학사 학위를 수여 했다. 다만 육사 11기는 200명을 입교시킨 했으나 한국전쟁에 투입될 것을 우려한 일부 생도들의 자퇴 등으로 인해 실제로는 156명이 임관했다. 1973년 이후 문학사와 공학사 학위도 수여 한다.
1994년 11월 이래 공군사관학교, 해군사관학교와 함께 군사과학대학원을 설치 운영하였으나 2001년 대학원 5기 졸업생을 배출한 이후로 신입생 선발을 하지 않아 잠정적으로 운영이 중단된 상태이다. 1998년부터 여성 생도의 입학이 허용되어 25명의 여성이 입학했다. 육군사관학교는 대한민국 국군의 창군과 이후의 성장 과정에서 영향을 끼쳐왔다.
2000년 6월에 육사병원을 개축했고 2002년 3월에 육사출신 여군장교가 최초 임관했으며, 2003년 1월
에 제1회 심일상 시상식, 2006년 5월에는 개교 60주년 행사가 열렸다. 2007년 11월에는 ISoDoMA를 최초 개최했으며, 2012년 9월에는 대통령 부대표창 수상을 받았다. 2015년 4월에 제1회 육군사관학교장 배 전국 대학생 국궁대회가 열렸다.

## 교훈 및 교가

### 교훈
육군사관학교의 교훈은 智仁勇(지인용)으로 제9대 교장인 안춘생 중장이 기존의 교훈이었던 충용(忠勇)을 확장해 다시 제정한 것이다.智(지)는 긴박하고 복잡한 상황 속에서도 확고한 가치관을 토대로 핵심을 꿰뚫는 통찰력과 판단력을 발휘하는 지적, 인식적 역량을, 仁(인)은 참된 인성과 엄격한 자기절제를 바탕으로 타인을 존중하고 구성원과 원활하게 소통함으로써 조직의 단결력과 전투력을 고양시키는 인격적·사회적 품성을, 勇(용)은 투철한 사명감과 명예심 강인한 의지와 체력을 바탕으로 생명의 위험과 불의의 유혹을 극복하고 군인다운 가치와 신념을 행동으로 옮기는 정신적, 신체적 역량을 나타낸다.

### 교가
교가는 육군사관학교가 4년제 사관학교로 다시 개교하기 직전인 1951년 여름에 현상 공모를 통해 선정되었다. 응모작 중에서 한국 전쟁 중 종군작가단에서 활약하던 시인 공중인이 가사를 짓고, 여류 작곡가인 김순애가 부산시의 피난민 수용소에서 작곡한 작품이 당선되어 교가로 채택되었다.
육군사관학교 교가
1절
동해수 구비 감아 금수 내 조국
유구 푸른 그 슬기 빛발을 돋혀
풍진노도 헤쳐 나갈 배움의 전당
무쇠같이 뭉치어진 육사 불꽃은
모진 역사 역력히 은보래 치리

2절
아사달 기리 누려 여기 반만년
변함없는 그 기상 하늘을 내쳐
천추만리 바람결에 이야기하리
백사 고쳐 쓰러져도 육사혼이야
가고 오지 않으리 오질 않으리

후렴
아아 영용 영용
이제도 앞에도 한결 같아라
온누리 소리 모아 부르네
그 이름 그 이름 우리 육사

## 교육

### 입학
육군사관학교에 입학하기 위해서는 복수국적을 가지지 않은 대한민국 국적자여야 하며, 만 18세 3월 3일생부터 만 21세 3월 2일생까지 지원할 수 있다. 고등학교 졸업 및 졸업예정자 또는 대한민국의 교육부 장관이 이와 동등 이상의 학력이 있다고 인정한 자, 기타 군인사법 제10조 제2항의 결격사유에 해당하지 않는 자여야 하며 비혼자이어야 한다.
1차 시험으로 대학수학능력시험과 비슷한 형식의 국어, 영어, 수학 과목 시험이 있으며, 1차 시험에 합격한 자를 대상으로 육군사관학교 교정에서 2차 시험으로 신체검사와 체력검정, 면접시험을 본다. 면접시험은 집단토론, 구술면접, 학교생활, 자기소개, 외적 자세, 심리검사, 종합판정의 7개 분야로 구성되며 2020학년도(80기) 선발시험부터 인공지능을 이용한 새로운 면접 방식이 도입되었다. 체력검정에는 윗몸 일으키기와 팔굽혀펴기, 1.5 km(여 1.2 km) 오래달리기가 있으며 오래달리기에는 불합격 기준과 과락(우선선발에서 제외)기준이 적용된다. 다만 주의 할 점은 2024년 (제 84기) 입학전형부터 체력검정 종목이 기존 3종목(달리기, 윗몸 일으키기, 팔굽혀펴기)에서 국민체력100 종목으로 변경된다는 점이다. 
2차 시험 합격자 가운데 약 60%를 대학수학능력시험 이전에 우선선발로 최종 합격시키며, 2차 시험 합격자 가운데 우선선발 및 특별전형 미선발 인원을 대상으로 대학수학능력시험 점수를 반영해 약 40%의 인원을 선발한다. 우선선발, 특별전형 대상자에겐 한국사능력검정시험 급수에 따라 가산점이 주어지며 총점에서 더하는 방식으로 합산되고 급수에 따라 최대 3점까지 얻을 수 있다.

### 교육 훈련
육군사관학교 생도들은 기본적으로 군사학 수업을 받으며 군사학 수업은 대대장으로서의 임무 수행이 가능한 정도까지 배운다. 군사학 이외에도 2학년 진급 후, 인문사회학이나 이공학 등 일반 대학에서 가르치는 학문을 전공으로 삼을 수 있다. 그 이외에도 체육학 수업을 받게 된다. 그 가운데 가장 기본이 되는 태권도는 전원 공인 1단 이상 승단하게 되어 있다. 만약 4학년 때까지 승단하지 못할 경우에는 성실의무 위반으로 퇴교 조치를 받을 수 있다. 태권도 1단 취득 이후에는 태권도, 검도, 유도, 합기도 등 다양한 무술을 익힐 수 있다. 거기에 생도들은 무술 이외에도 승마, 양궁 등의 교양과목을 이수해야 한다. 경마 기수들은 병역의 의무를 육군사관학교에서 입대해서 승마조교병으로 이행하게 되어 있다. 또한 생도들은 가입교 시에 받는 기초군사훈련을 시작으로 매 학년 1학기가 끝난 이후에 하기 군사훈련을 받게 된다. 또한 1학년 훈련에서는 3학년의 생도가 파견되어 부교관 임무를 수행하는데 이를 기파생도라 한다. 그리고 일반학기 때에도 정기적으로 군사훈련의 날을 지정, 중대별 사격 및 각개훈련을 한다. 학년별로 받는 훈련은 다음과 같다.
| 학년             | 훈련         | 훈련 내용                               |
| ---------------- | ------------ | --------------------------------------- |
| 가입교 기간(5주) | 화랑기초훈련 | 군인화 교육, 병기본 습득                |
| 1학년(6주)       | 하기군사훈련 | 병기본 완성(육군훈련소, 육군부사관학교) |
| 2학년(6주)       | 하기군사훈련 | 분대 전술, 유격훈련                     |
| 2학년(1주)       | 동기군사훈련 | 혹한기 훈련, 병체험                     |
| 3학년(6주)       | 하기군사훈련 | 공수훈련, 소대 전술(육군보병학교)       |
| 4학년(6주)       | 하기군사훈련 | KCTC 훈련                               |
| 4학년(4주)       | 임관전교육대 | 교관화훈련, OBC(초등군사반) 과정 훈련   |

2019년 기준으로 생도는 한 학기에 한 종목의 교과목을 수강하며, 한 번 수강한 체육학 교과목은 다음 학기에 다시 수강할 수 없다.
생도는 2학년 2학기까지 태권도 1단을 획득해야 하며 태권도 1단을 획득해야 다른 무술을 배울 수 있다. 3학년 1학기부터 4학년 2학기까지 체력검정에서 특급을 받아야 하며, 평영으로 200m를 완주할 수 있어야 한다. 기본 졸업요건 충족을 지원하기 위해서 수영과 태권도 과목에서는 원하는 생도에게 보강 지원이 이루어지기도 한다.

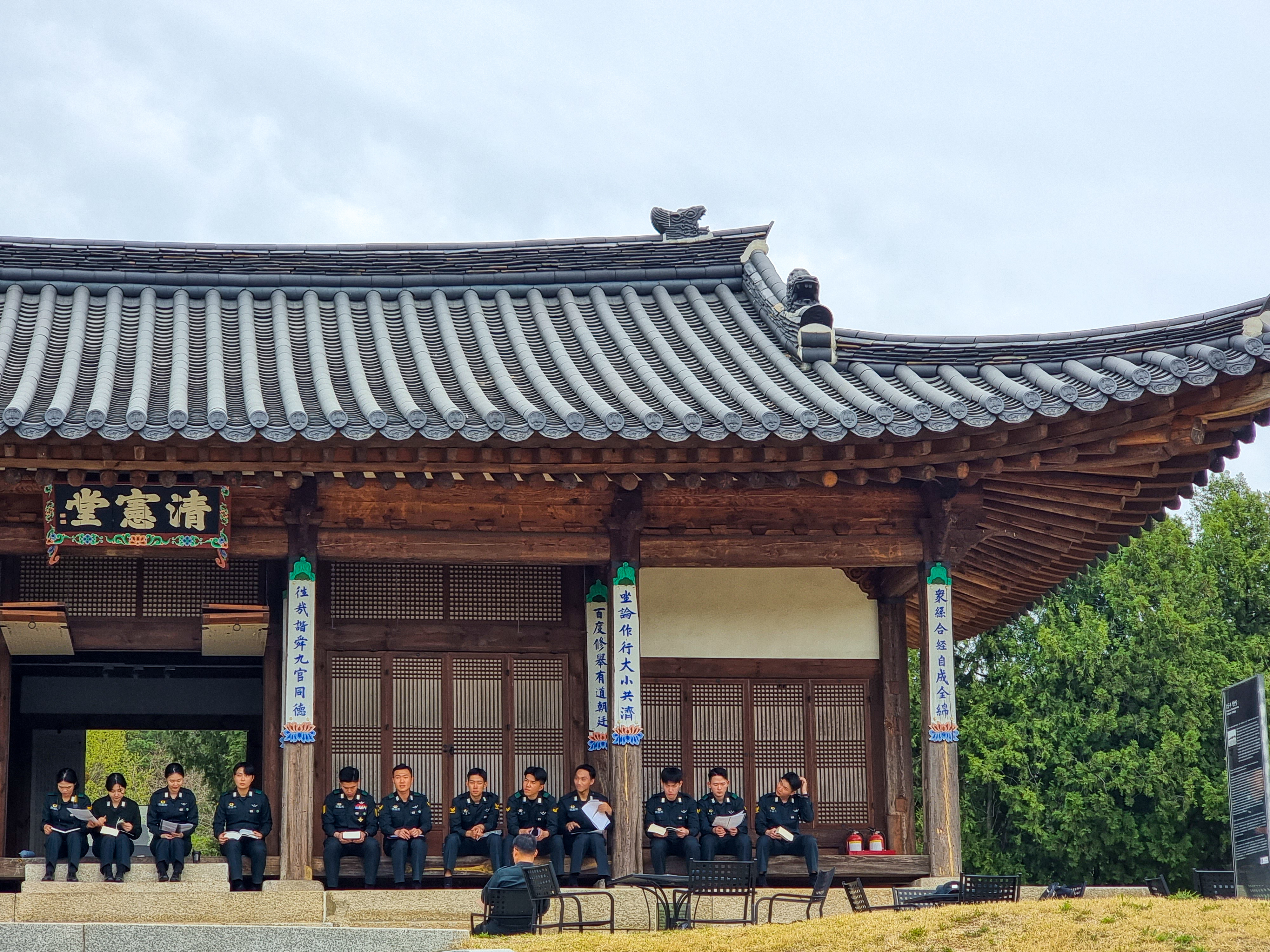
청헌당

또한 생도들은 각 학년마다 학기당 1회씩, 연 2회씩 체력검정을 한다. 2학기 연속으로 체력검정을 통과하지 못하면 퇴교 사유가 된다. 체력검정은 규정상 중간고사 2주 전에 실시하는 것이 원칙이나 학교장 판단 아래 체력검정 실시 일정을 바꿀 수가 있다. 생도들의 학년별 체력검정 기준은 다음과 같다(괄호 안의 수치는 여생도 기준). 
| 학년         | 기준      | 팔굽혀펴기 | 윗몸 일으키기 | 3 km 뜀걸음          |
| ------------ | --------- | ---------- | ------------- | -------------------- |
| 1학년(1학기) | 육군 3급  | 48개(23개) | 62개(43개)    | 15분 36초(18분 43초) |
| 1학년(2학기) | 육군 2급  | 56개(27개) | 70개(51개)    | 14분 34초(17분 29초) |
| 2학년        | 육군 1급  | 64개(31개) | 78개(59개)    | 13분 32초(16분 14초) |
| 3학년        | 육군 특급 | 72개(35개) | 86개(67개)    | 12분 30초(15분 00초) |
| 4학년        | 육군 특급 | 72개(35개) | 86개(67개)    | 12분 30초(15분 00초) |

### 전공
육군사관학교의 일반학전공과정은 단일전공, 연계전공, 융합전공으로 구분되어 있다. 전공에 따라 병과가 정해진다. 일반학전공과정은 문-이과 계열로 구분하여 시행한다. 2019년 시행된 신교과과정 기준 단일전공과 연계전공의 경우 문과 15개, 이과 9개의 전공이 개설되어 있고, 융합전공은 2개 전공으로 총 26개의 전공이 개설되어있다. 입학 시에 전공이 결정되는 것은 아니며 생도들은 1학년 말에 전공신청을 하게 된다(일정 비율에 한해 교차지원도 가능하다).  이후 2학년 때 전공기초과목을, 3, 4학년 때 전공심화과목을 수강하며 장차 전문 학술연구에 필요한 역량을 구비한다.
과거에는 예체능학사로 전투체육전공이 있었는데, 전투체육학과는 생도 시절에는 3군 사관학교 체육대회에서 활용하고 소위로 임관한 뒤에는 육군특수전사령부에서 활용하기 위해서 개설되었으나 김영삼 정부의 출범 이후 폐과되었다.
일반학 전공 목록과 전공별 교육목표는 다음 표와 같다.
| 구분   | 전공과정명       | 교육목표 | 임관 후 병과   |
| ------ | ---------------- | --- | -------------- |
| 문학사 | 국제관계(법학)   | 국가간 전쟁과 갈등, 다양한 국제문제 및 법학에 대한 전문지식을 습득하여 군 발전에 기여할 차세대 군사안보 전문가 육성                                                                                     |                |
| 문학사 | 국제관계(안보)   | " |                |
| 문학사 | 군사사           | 전쟁사 연구를 통해 전쟁에 대한 포괄적 통찰력을 제공하고 군사전략 및 작전술 개발에 기여할 수 있는 인재 양성                                                                                              |                |
| 문학사 | 군사영어         | 연합작전 등 광범위한 전문 군사영역의 임무수행에 요구되는 영어 운용능력 배양 |                |
| 문학사 | 군사인문         | 인문학에 대한 군사학 심화 및 응용능력 제고를 통해 군대문화 선진화를 주도하는 가치관‧정신전력 분야의 인재 양성                                                                                           |                |
| 문학사 | 응용경제         | 정량적인 국방분석평가, 정책기획을 위한 소양 및 경제적 분석을 통한 문제해결능력 배양 | 재정           |
| 문학사 | 리더십(심리)     | 인간의 행동과 심리과정 이해, 효율적 의사결정능력과 조직관리능력 배양 | 보병           |
| 문학사 | 리더십(경영)     | " |                |
| 문학사 | 지역학(프랑스)   | 외국지역 군사전문가 양성에 필요한 소양 및 전문분야 지식 함양 |                |
| 문학사 | 지역학(독일)     | " |                |
| 문학사 | 지역학(스페인)   | " |                |
| 문학사 | 지역학(중국)     | " |                |
| 문학사 | 지역학(일본)     | " |                |
| 문학사 | 지역학(러시아)   | " |                |
| 문학사 | 지역학(아랍)     | " |                |
| 문학사 | 군대사회문화연구 | 관련 학문분야들의 융합을 통해 군대사회와 문화에 대한 깊이 있는 이해를 바탕으로 실제적인 응용과 활용에 이를 수 있는 능력 배양, 포스트휴먼 시대의 군과 군인 연구(융합전공)                                |                |
| 이학사 | 운영분석(수학)   | 정보와 암호, 최적화방법, 합리적 의사결정, 과학화 전투모형에 대한 기초지식을 습득하여 국방 전력운영과 분석/평가분야의 인재 양성                                                                          | 포병           |
| 이학사 | 응용물리         | 자연현상에 대한 이해와 사고력, 탐구력 향상을 통해 과학기술의 혁신과 군의 과학화에 이바지 할 수 있는 인재양성                                                                                            | 포병           |
| 이학사 | 응용화학         | 화학 및 폭발물, 화생방 등 군관련 및 환경분야에 대한 응용력 배양을 통해 군 과학화와 전문화에 기여하는 정규장교 육성                                                                                      | 화생방         |
| 이학사 | 컴퓨터과학       | 정보화 기획능력을 배양하고, 컴퓨터의 군사적 이용 및 사이버 전장에서 주도적으로 인력과 자원을 운용할 수 있는 리더 양성                                                                                   | 정보, 정보통신 |
| 이학사 | 사이버전         | 컴퓨터과학·전자공학·수학·법학·전사학을 아우르는 학문적 융합을 통해 사이버전 수행을 위해 군이 요구하는 특화된 맞춤화된 교육을 실시하여 장차 사이버전 수행의 중추적인 역할을 수행하는 리더 양성(융합전공) | 정보           |
| 이학사 | 인공지능         | 미래 무인화되는 전장환경에 대비하여 인공지능에 대한 기본 소양을 함양하고, 인공지능 분야 관련 응용능력을 배양                                                                                            | 정보           |
| 공학사 | 기계공학         | 무기 및 장비를 효율적으로 관리하고, 응용능력을 함양함으로써 군 과학화, 기술군 정책, 전력화 및 정예화 임무수행 능력 배양                                                                                 | 포병, 기갑     |
| 공학사 | 시스템공학       | 무기시스템에 적용되는 공학적 원리를 이해하고 활용능력을 배양하여 지휘관 및 국방 전력분야 업무담당자로서의 소양 구비                                                                                     | 기갑           |
| 공학사 | 전자공학         | 디지털화된 전장환경에서 지휘관 및 참모로서 필요한 정보전자전 및 C4I 체계에 대한 이해와 운용능력 구비 | 정보통신       |
| 공학사 | 토목공학         | 전장에서 지형과 기상 및 기반시설을 효율적으로 이용하고 방호 및 생존성 보장, 친환경적인 군사시설을 관리할 수 있는 능력배양                                                                               | 공병           |
| 공학사 | 환경공학         | 군 환경문제를 중심으로 지구온난화, 수질·대기·토양오염, 소음공해 등 많은 환경문제들을 해결하는 학문적 지식과 비전을 제시                                                                                 | 공병           |

### 위탁 교육

#### 국내 위탁
육군의 고급장교 양성 계획에 따라 육군사관학교를 졸업한 장교 중 일부가 국내·외 각 전공의 대학원 과정에서 위탁교육을 받으며, 군의관과 군 법무관 양성을 위하여 의과대학과 법과대학에 편입하여 수료 후 의사고시 및 사법시험(또는 군 법무관 시험) 합격 후 군의관 및 군 법무관으로 복무한다.

#### 해외 위탁
육군사관학교는 미래 안보환경과 전장상황을 주도할 수 있는 군사전문가를 양성하기 위해 외국 사관학교에 생도를 파견하는 위탁교육을 실시한다. 이에 생도들은 1학년 때 해외 사관학교 위탁교육에 지원할 수 있다. 위탁 생도의 선발은 종합 성적, 훈육 성적, 체력, 어학능력, 동료평가 등 다방면의 평가를 거친 뒤 학교본부에서의 최종 면접으로 선발된다. 위탁생도로 선발된 뒤에는 6개월에서 1년 간의 전문 어학교육과 특별 교육을 집중 이수하게 되며, 기존의 교육과정과는 별개로 관리를 받는 대상이 된다.
육군사관학교가 외국 위탁 생도들을 파견하는 외국 사관학교는 다음과 같다.
| - 독일 육군 장교학교 - 미국 육군사관학교 - 톨레도 보병학교 | - 방위대학교 - 터키 육군사관학교 - 생시르 사관학교 - 샌드허스트 사관학교 |  |

미국 위탁생도는 2학년 2학기부터 미국 육군사관학교에 입학해 기초군사훈련(Beast Training)부터 다시 수료한 뒤 4년간 생도생활을 하기 때문에 1년 늦게 임관하며 소위가 아닌 중위로 임관한다. 일본 위탁생도는 2~3학년 과정을 수료하고 4학년 때 돌아온다. 독일 위탁생도와 스페인 위탁생도, 프랑스 위탁생도는 3년을, 터키 위탁생도는 5년을 에는 각각 지휘의 수월성을 위해 본부가 존재하는데, 본부에 위치한 생도들은자치적으로 계획을 수립해 하위 제대를 지휘하거나 훈육 장교들과 대면하면서 생도들의 의견을 전달하고, 장교들의 의견을 전달하는 등의 일을 수행한다. 분대장, 소대장, 중대장, 대대장, 여단장 등 지휘관의 역할을 하는 생도들부터 중대본부, 대대본부, 여단본부 등 본부를 구성하는 생도들까지 4학년 생도들이 역할을 맡는다. 이외에도 3학년 생도들은 기수, 부분대장 생도를 역임하면서 4학년 때의 지휘근무를 준비한다. 1, 2학년은 분대에 소속된 분대원을 맡는다.모든 생도는 전투 및 기술행정병과로 임관한다. 각 병과학교에서 초등군사반 과정을 수료 후 야전부대로 배치된다. 전투병과가 아닌 기술행정병과(병기, 병참, 수송, 재정, 부관, 정훈 등)로의 전과는 1년간의 복무 후에 따로 신청을 받아 선발한다. 선발된 인원들은 해당 특수병과의 초등군사반 교육과정을 수료한 이후에 각 병과별 직책에 보직된다.육군사관학교를 포함한 각 군 사관학교에서 중간에 퇴교를 할 경우 하사(3학년 하기군사훈련 수료 시점 이후)로 징집 대상이 되는데 이 경우 부사관으로서 임관구분은 민간부사관이 되며 이를 거절하면 병사로 복무하게 된다. 이는 병역의 의무가 부과된 남자의 경우이며 여자 생도가 퇴교되면 학칙에 의한 퇴교일 경우 어떠한 과정으로도 군 복무를 할 수 없었다. 다만 2003년부터 학칙이 수정되어 질병 또는 성적미달로 퇴교됐을 경우 다른 장교과정에 지원할 수 있으며, 연령제한에 해당하지 않을 경우 육군사관학교에 다시 입학할 수 있게 되었다.

## 생도 생활
2016년 기준으로 육군사관학교 생도 1명을 양성하는 데 2억 3,584만 원이 들었다. 생도들은 의식주에 드는 비용과 학비를 전액 국비로 제공받는다. 또한 급여와 품위유지비을 매달 지급받으며, 개인 노트북과 학업에 필요한 용품들을 지급받는다.
생도들은 학년별로 국토순례를 하며 1학년 때 울릉도와 독도를, 2학년 때 제주도와 마라도를, 3학년 때 백령도와 연평도를 방문한다. 또한 육군 예산과 육사발전기금을 지원받아 외국의 전사적지를 탐방한다.

### 생도 복장

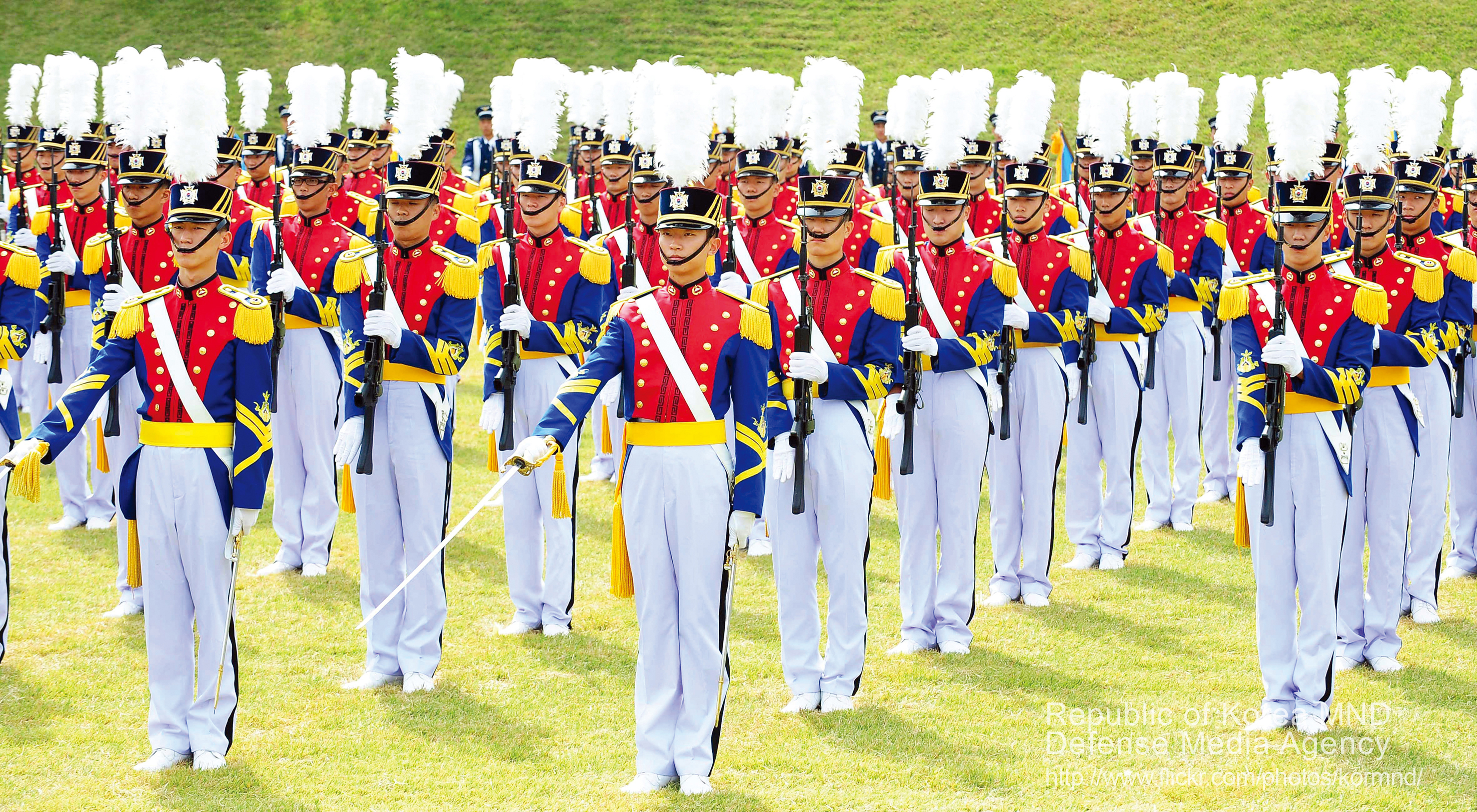
건군 제61주년 국군의 날 행사를 준비하며 예복을 입은 육군사관학교 생도(2009년)

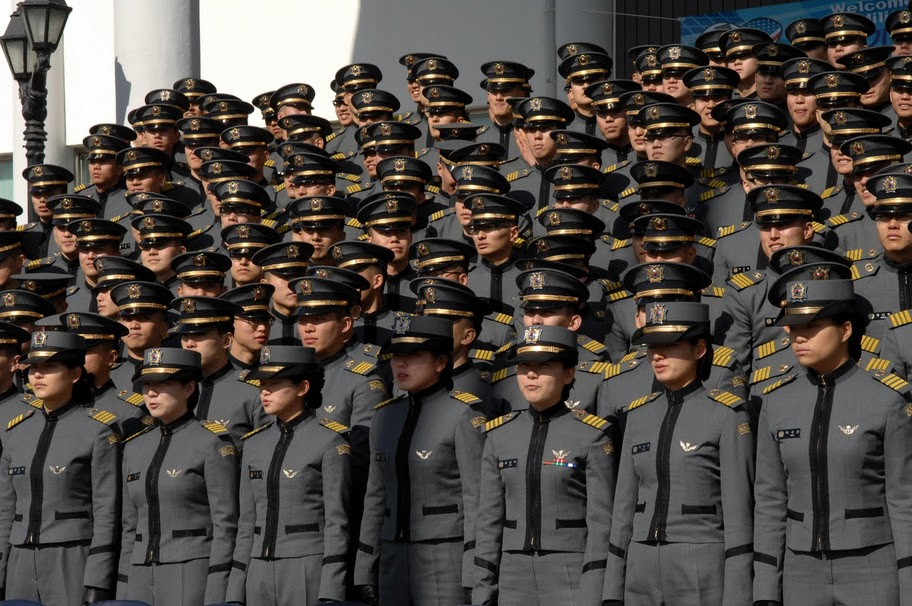
유엔사령부를 방문한 육군사관학교 생도(2010년)

예복은 1973년에 제정됐다. 화랑의식, 명예의식 등의 의식행사와 4학년 생도가 주인공이 되는 화랑축제 때 착용하는 복장으로, 예복 상의는 태극을 상징하는 붉은색과 푸른색으로 이루어져 있으며, 하의는 백의민족을 상징하는 백색이다. 예모에는 육군사관학교 모표가 붙어 있으며 예모 위에 흰색 깃털이 꽂혀있다. 예복에는 흰색 예화와 흰색 양말을 착용한다. 예복 상의는 위에서 아래로 지퍼를 내려 입고 목 부분에 버클을 채워 착용한다. 예복에는 상 하의 모두 주머니가 없다. 예복 바지에는 허리띠를 착용하기 위한 고리가 존재하지 않으며 이 때문에 예복은 바지를 먼저 입은 뒤 멜빵으로 바지를 고정시킨 이후에 상의를 착용하는 것이 원칙이다. 화랑의식과 같이 무장을 할 때에는 예모의 턱끈을 내리고 흰색 Y자형 밴드를 착용해야 한다. 매년 초 재교생도가 신입생도에게 명예를 의미하는 예모와 황색 벨트를 수여하는 명예의식을 실시한다. 중간고사 및 기말고사에 응시할 경우 예복 차림으로 응시한다.
정복은 동·하정복으로 구분되어 있다. 동정복은 짙은 회색이며 하정복은 상의는 흰색 반소매이며, 하의는 동정복과 동일한 색상으로 구성되어 있다. 정복은 각종 행사와 출타 시 착용을 원칙으로 한다. 동정복 착용시 반팔 혹은 긴팔 활동 티셔츠를 착용한 후 착용한다. 정복에는 흑색 단화와 검은색 양말을 착용한다. 정복 상의도 위에서 아래로 지퍼를 내려 입고 목 부분에 버클을 채워 착용한다. 오른쪽 가슴에는 명찰을 부착하며, 왼쪽 가슴에는 공수훈련을 수료한 후 공수 윙과 자신의 성과에 따른 약장을 부착할 수 있다. 어깨에 부착하는 견장은 학년이 올라갈 때마다 교체한다. 여생도와 남생도의 정복에 차이가 존재하는데, 동정복 상의의 경우 남생도는 허리 부분에 검은색 선이 들어가있는 반면 여생도의 정복에는 검은색 선이 없다. 정모 또한 다른 모양으로 생겼다.
예복과 정복은 공통적으로 여생도는 남생도와 같은 품목 이외에도 스커트, 스타킹 등 몇몇 품목이 추가 지급된다. 여생도가 예복 및 정복 상태에서 치마를 착용할 경우 살색 팬티스타킹을 착용하는 것이 원칙이며 그 이외의 양말류는 치마 상태에서는 착용할 수 없다.
근무복은 일반학기에 가장 많이 착용하는 복장으로, 월요일을 제외하고 교수부에서 이루어지는 일반학 수업 때 착용한다. 동·하근무복으로 구분되어 있으며 동근무복은 상하의 모두 짙은 초록색이며 하근무복은 상의는 옅은 회색, 하의는 짙은 초록색이다. 이에 추가로 동근무복 착용 시 스웨터 혹은 근무복 점퍼를 착용할 수 있다. 근무복은 정복과 동일하게 흑색 단화와 검은색 양말을 착용한다. 동·하근무복 모두 목깃 부분에 학년 견장을 달고, 정복과 동일하게 오른쪽 가슴에는 명찰을 부착하며, 왼쪽 가슴에는 자신이 받은 상장이나 직책 또는 약장으로 사용할 수 있는 활동을 했을시에 약장을 만들어 부착할 수 있으며 공수훈련 수료 시 공수 윙을 부착할 수 있다. 분대장생도, 소대장생도, 중대·여단 본부생도 등의 직책을 맡을 경우 양쪽 팔 부분에 표제를 부착하여 자신의 직책을 나타낼 수 있도록 한다.
예복, 정복, 근무복의 경우 여생도에게는 바지 이외에도 치마가 추가로 지급되며 치마를 입을 경우 양말은 검은색 양말이 아닌 살색 팬티스타킹을 착용한다.
일반학기에는 월요일에 전 생도가 전투복을 착용하고 생활하며, 하계 군사훈련 및 일반학기 군사훈련을 실시하거나 국토순례 등의 일정 때 착용한다. 평상시에는 학년장이 부착된 전투모를 착용하며, 무장 시와 군사훈련을 실시할 때는 방탄모를 착용한다. 오른쪽 팔 부분에 태극기를 부착하는데 평상시에는 색깔이 들어간 태극기를 부착하되, 군사훈련 기간에는 위장색 태극기를 부착한다. 왼쪽 팔 부분에는 부대 마크를 붙이며 생도의 경우 육사 마크를 부착한다. 오른쪽 가슴에는 명찰이 부착되어 있고 그 위에 생도대 마크를 추가로 부착한다. 근무복과 비슷하게 목깃 부분에 학년장을 부착한다.
체육복은 하체육복, 춘추체육복, 동체육복으로 3종류가 있으며 체육활동 시간이나 문체부 활동 시간 또는 일과 후 복장으로 착용한다. 완전한 체육복 복장은 체육모(기수모), 체육복, 운동화를 기본으로 한다. 체육복은 피복이 보급되는 1학년, 3학년 때 2벌씩 보급된다. 매년 다른 디자인의 체육복이 보급되는데. 이에 따라 1학년과 3학년, 2학년과 4학년 생도는 동일한 종류의 체육복을 가지게 된다.

### 문화 체육 활동
육군사관학교에서의 문화 체육 활동은 폭넓은 교양과 예술적 감성, 강인한 체력을 두루 갖춘 인재육성에 기여하기 위해 실시하는 생도 주도의 동아리 활동이다. 대한민국 육군사관학교 문화체육활동 부서의 활동은 일반적인 대학의 동아리 활동과 유사하다. 문화체육활동을 통해 주도성과 자율성을 증진하고 자기개발에 도움이 되는 활동을 실시하고 있다. 대한민국 육군사관학교에서 매주 수요일 15시 30분부터 17시 30분까지 시행하고 있다. 문화체육활동을 통해 갈고 닦은 멋과 재능은 화랑제 기간에 마련되는 각종 전시회 및, 발표회, 대학 동아리 부서와의 교류 기회를 통해 발휘할 수 있다.

#### 문화체육활동 편성[13]
1. 문화체육활동을 위해 학술분야, 예능 분야 및 체육분야를 두고, 분야별로 부서를 편성한다.
2. 부서의 신설 또는 폐지 시에는 생도대장의 승인을 받아야 한다.
3. 부서는 개인 희망을 고려하여, 1년 단위로 편성하는 것을 원칙으로 하되, 2학기 문화체육활동 시행 전 부상으로 인한 신체활동 제한 시 부서 변경의 기회를 부여한다. 다만, 부서 구성 및 활동을 보장하기 위하여 개인희망에 반하여 편성을 조정할 수 있고, 편집부는 육사신보 발행을 위해 고정적으로 편성한다.
4. 각 부서는 부서 성격을 고려하여 10~40명으로 편성한다. 희망인원이 최소인원(10명)에 미달하는 경우, 당해 연도는 그 부서를 운용하지 않는다.
5. 각 부서는 부장생도, 간사생도 및 부원생도로 구성되며, 관련 참모부에서는 부서별로 책임장교 및 지도간부를 편성한다. 책임장교 및 지도간부는 학교 소속 장교 중 해당분야에 대한 활동 경험과 지도 능력을 보유한 자로 임명하며, 전문성을 요하는 부서는 전문강사를 편성하여 운용한다. 다만, 편집부는 육사신보 발행을 위하여 기자생도를 선발하여 운용한다.
6. 개인별 문화체육홀동 부서는 다양한 활동을 통한 정서함양과 심신 수련을 위하여, 학술 및 예능분야와 체육분야를 구분하여 분야별 최대 2년까지 활동이 가능하며 이후 다른 분야에서 활동하도록 한다. 단, 부서의 부장생도 및 간사생도는 예외로 한다.
7. 부서 편성 시 학년별 균등한 기회 여건을 보장하기 위해서 1개 학년이 정원의 40%를 초과하지 않도록 편성한다.

#### 부장 및 간사생도[14]

##### 부장 생도의 임명 방법 및 임무
부장 생도의 임명 방법 및 임무는 다음 각 호와 같다.
1. 부서 편성 후 부서 책임장교가 4학년 생도 중에서 부장생도를 임명한다. 4학년 생도가 없는 부서는 책임장교 판단 하에 이외의 선배 생도를 임명할 수 있다.
2. 부장생도는 연간, 분기, 월간 계획을 수립하여 책임장교의 승인 하 이를 추진하고, 해당 부서를 운영한다.
3. 매년 첫 번째 문화체육활동 시간 전까지 책임장교의 조언 하에 연간 활동 계획을 작성하여 운영지원과에 제출한다.
4. 매주 문화체육활동 실시 후 활동결과 및 차주 활동 계획서를 작성하여 여단 교훈참모(장교) 생도를 통해 운영지원과에 제출한다.

##### 간사 생도의 임명 방법 및 임무
간사생도는 부장 생도가 3학년생도 중에서 임명한다. 간사생도는 전반적인 행정 업무를 담당하고, 비품을 관리한다.

#### 문화체육활동 시 준수사항[15]
1. 각 부서는 필요 시 별도의 활동실을 두며, 부장생도가 유지 및 관리한다.
2. 기온, 강우, 미세먼지 등 기상의 영향으로 해당 부서의 활동이 곤란한 경우에는 생도대장 승인하에 실내 체력단련, 학습활동 등 다른 활동을 실시할 수 있다.
3. 전국 규모의 대회, 세미나 기타 각종 행사는 행사 2주 전 학교장 승인 후, 이보다 작은 규모의 행사는 행사 1주 전 생도대장의 승인 후 참가할 수 있으며, 해당 부서 책임장교의 통제 하에 실시한다.
4. 문화체육활동을 통하여 연마한 학술, 예능, 체육 및 기타 활동은 화랑제 기간에 발표하며, 세부적인 행사는 당해 연도 행사계획에 따른다.

#### 문화체육활동 부서[16]
| 구분      | 부서 |
| --------- | --- |
| 학술 분야 | 편집부 영어회화부 드론부 독서부 리더십부 군사학부 기독교부 불교부 정보보호부 |
| 예능 분야 | 공예부 관현악부 그룹사운드부 기독교부 기타부 미술부 바둑부 방송홍보부 불교부 사물놀이부 사진부 서예부 연극영화부 응원부 피아노부 차문화부                                                                                            |
| 체육 분야 | 검도부 국궁부 남자풋살부 농구부 럭비부 배드민턴부 복싱부 빙상부 수영부 승마부 야구부 여자풋살부 웨이트부 유도부 주짓수부 족구부 축구부 클라이밍부 최정예 전투원부 탁구부 태권도부 테니스부 트라이애슬론부 합기도부 핸드볼부 레슬링부 |

##### 학술 분야
1. 군사학부 - 육군사관학교에서 군사적인 지식에 관심이 많은 생도들이 활동하고 있는 부서로, 군사적인 학문에 더 깊이 접근하는 부서이다.
2. 독서부 - 다양한 장르의 책을 읽을 수 있는 부서이다.
3. 리더십부 - 리더에게 있어 가장 중요한 리더십을 함양하기 위해 리더십에 대해 공부하는 부서이다.
4. 영어토론부 - 영어로 다양한 주제에 대해 토론을 하는 부서이다.
5. 정보보호부 - 컴퓨터에 대한 지식과 정보보안에 대해 배우는 부서이다.
6. 편집부 - 육사신보를 발행하는 부서로서, 정보를 모으기 위해 기자생도를 선발하여 운용하고 있다.
7. 문예창작부 - 시나 글 등 문예를 창작해보는 부서이다.
8. 드론부 - 미래 육군의 전략인 드론에 대한 지식을 배우고, 직접 드론을 만들어 연구하는 부서이다.

##### 예능 분야

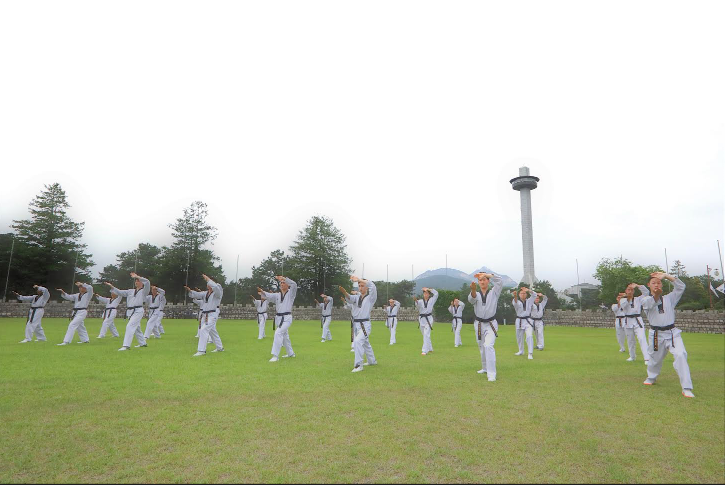
화랑연병장 내 태권도부

1. 화랑연병장 내 태권도부공예부 - 공예에 대한 기본적인 지식을 배우고 직접 공예품을 만들어보는 부서이다.
2. 관현악부 - 관현악을 배우고 화랑제 때 공연을 하기 위해 연습하는 부서이다.
3. 그룹사운드부 - 일반 대학의 밴드부와 같은 개념의 문화활동부서이다.
4. 기독교부 - 육사교회에서 기독교 모임을 하는 부서이다.

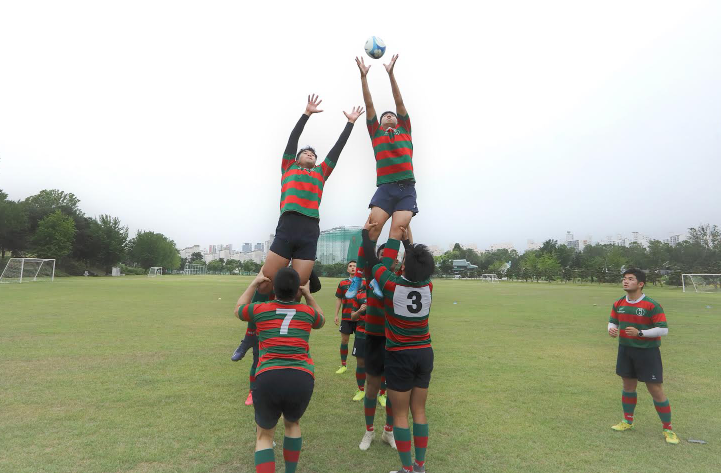
육군사관학교 럭비부

1. 기타부 - 기타를 수준별로 배우고 연습할 수 있는 부서이다.
2. 미술부 - 미술에 대해 배우고 체험할 수 있는 부서이다.
3. 바둑부 - 바둑에 대해 배우는 부서이다.
4. 방송홍보부 - 영상을 만들고 편집하는 기술을 배우고 직접 영상을 제작하는 부서이다.

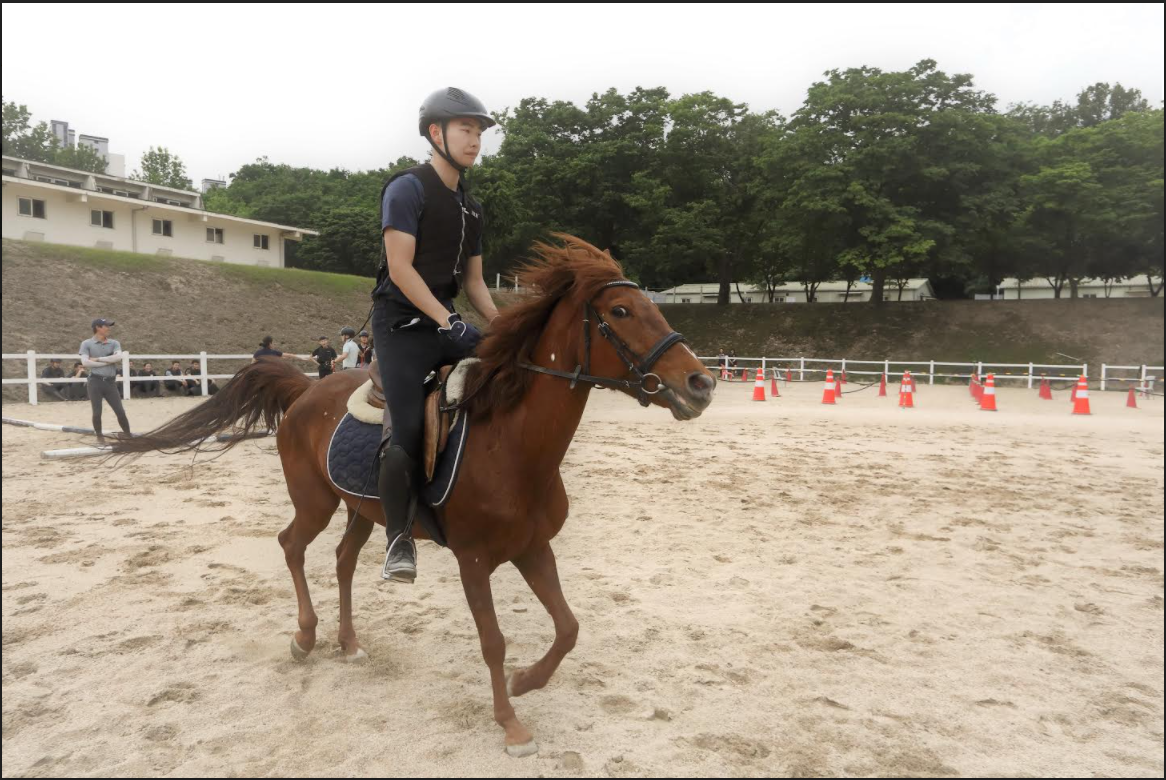
육군사관학교 승마부

5. 육군사관학교 승마부불교부 - 육군사관학교 법당(호국사)에서 불교 모임을 하는 부서이다.
6. 사물놀이부 - 사물놀이에 대해 배우고 화랑제 때 할 공연을 준비하는 부서이다.
7. 사진부 - 사진을 찍는 기술 및 방법에 대해 배우고 직접 육군사관학교 내외의 풍경을 찍어보는 부서이다.
8. 서예부 - 육군사관학교 흥무관에서 서예에 대해 배우고 체험하는 부서이다.
9. 연극영화부 - 연극, 영화의 관심있는 생도들의 부서이자, 화랑제 때 그들의 연극을 볼 수 있다.
10. 응원부 - 방송 댄스와 치어리딩을 연습하는 부서이다.
11. 피아노부 - 피아노를 배우고 연습할 수 있는 부서이다.
12. 차문화부 - 세계 차에 대해 배우고 직접 차를 다려보는 부서이다.

##### 체육 분야
1. 검도부 - 육군사관학교 관창체육관에서 검도를 연습하고 단증도 획득할 수 있는 부서이다.
2. 국궁부 - 육군사관학교 내에 있는 국궁장에서 국궁을 연습하고 체험할 수 있는 부서이다.
3. 남자풋살부 -  육군사관학교 제 4체련장에 있는 풋살장에서 풋살을 연습하는 부서이다.
4. 농구부 - 육군사관학교 관창체육관에서 농구 연습을 하는 부서이다.
5. 럭비부 - 육군사관학교 3체련장 또는 육군사관학교 영외에 있는 화랑구장에서 럭비를 배우고 연습하여 경기하는 부서이다.
6. 배드민턴부 - 육군사관학교 관창체육관에서 배드민턴을 하는 부서이다.
7. 복싱부 - 육군사관학교 관창체육관에서 복싱을 배우고 연습할 수 있는 부서이다.
8. 빙상부 - 태릉국제스케이트장에서 스케이트를 배우고 연습하는 부서이다.
9. 수영부 - 육군사관학교 양지관에 있는 수영장에서 수영을 하는 부서이다.
10. 승마부 - 육군사관학교에 있는 군마대의 지원을 받아 승마를 할 수 있는 문화체육활동 부서이다.
11. 야구부 - 육군사관학교 영외 을지구장 옆에 위치한 육사야구장에서 야구를 배우고 연습하는 부서이다.
12. 여자풋살부 - 육군사관학교 종합경기장에 있는 풋살장에서 여생도들이 풋살을 하는 부서이다.
13. 웨이트부 - 육군사관학교 서애관에 있는 웨이트실에서 웨이트를 하는 부서이다.
14. 유도부 - 육군사관학교 관창체육관에서 유도를 연습하고 단증도 획득할 수 있는 부서이다.
15. 주짓수부 - 육군사관학교 관창체육관에서 주짓수에 대해 배우는 부서이다.
16. 족구부 - 육군사관학교 서애관 앞에 있는 족구장에서 족구를 하는 부서이다.

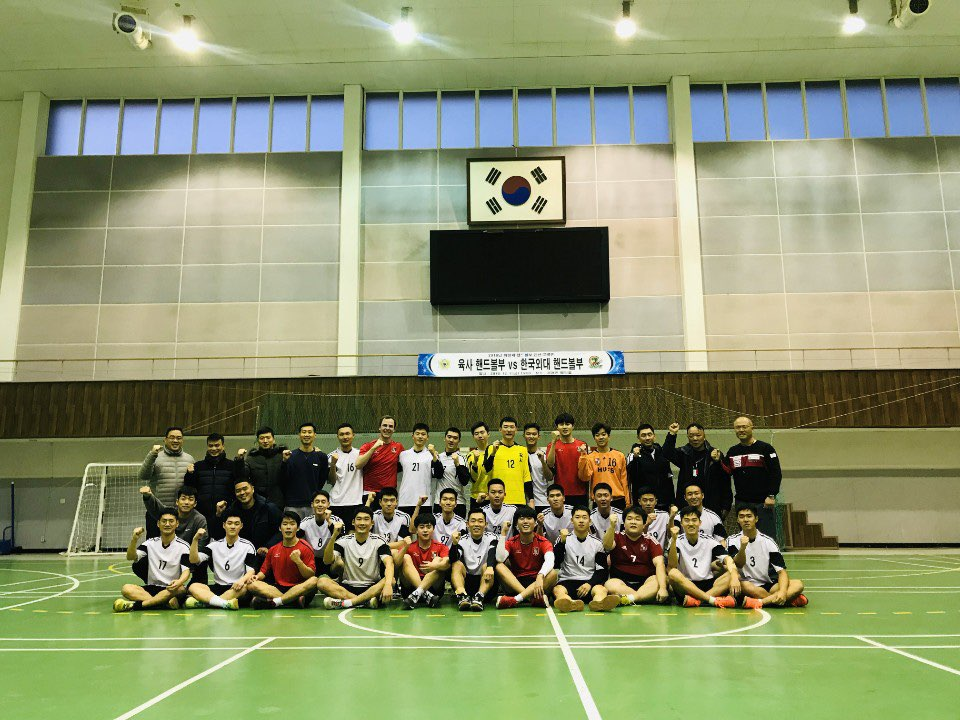
육군사관학교 핸드볼부 교류전

17. 육군사관학교 핸드볼부 교류전축구부 - 육군사관학교 종합경기장에서 축구를 하는 부서로서, 육군사관학교를 대표하여 타 대학 및 타 사관학교와 교류전을 하는 부서이다.
18. 클라이밍부 - 육군사관학교 서애관 뒷편에 설치되어 있는 클라이밍을 할 수 있는 곳에서 클라이밍에 대해 배우는 부서이다.
19. 최정예 전투원부 - 육군사관학교에서 미국 웨스트포인트에서 개최되는 샌드허스트 대회에 참가하는 생도들의 문화활동체육부서이다. 면접과 체력 시험으로 11명의 생도로 편성한다. 11명의 생도는 문화체육활동부서 시간뿐만 아니라 매일 2시간 경 체력훈련을 하며 샌드허스트 대회에서 좋은 성적을 내기 위해 노력하고 있다.
20. 탁구부 - 육군사관학교 양지관에서 탁구를 즐기는 부서이다.
21. 태권도부 - 육군사관학교 졸업 기준 중 하나인 태권도를 배우고 실력을 증진시킬 수 있는 부서이다.
22. 테니스부 - 육군사관학교 테니스장에서 테니스를 즐기는 부서이다.
23. 트라이애슬론부 - 트라이애슬론을 준비하고, 트라이애슬론을 할 수 있을 체력을 만들기 위해 노력하는 부서이다.
24. 합기도부 -  육군사관학교 관창체육관에서 합기도를 배우고 연습하는 부서이다.
25. 핸드볼부 - 육군사관학교 서애관 메인홀에서 핸드볼을 연습하는 부서이다.

#### 대외 활동
육군사관학교의 문화체육활동부서는 다양한 대외활동 참가를 통한 도전정신 및 성취감 달성, 학교위상 제고에 이바지하고 있다.
육군사관학교의 체육 분야 문화활동부서는 다양한 대외경기에 참가하여 도전정신을 기르고 우수한 성적을 거두어 학교의 위상제고에 기여하고 있다.
2015년에는 전국 대학 동아리 대회 우승(핸드볼, 럭비), 전국 생활체육대회 우승(복싱), 서울컵 대회 개인전 우승(유도), 전국 대학선수권대회 2위·5위(수영) 등의 성적을 거두었으며, 2016년에는 전국 대학 동아리 대회 우승(럭비, 태권도, 수영), 전국 생활체육 대회 3위(핸드볼), 서울 시립대 총장배 우승(축구), 과학기술대학교 총장배 2위(농구) 등의 성적을 거두었다.

#### 학교 내 활동
문화체육활동을 통해 개인 및 부서별 갈고닦은 능력을 발표하는 축제의 장인 화랑제가 있다. 화랑제 때 1년간 문화체육활동을 통해 연마한 재능과 끼를 발휘하는 것이다.

##### 화랑제[18]
문화체육활동을 통해 개인 및 부서별 갈고 닦은 능력을 발표하는 축제의 장이자 졸업을 앞둔 4학년 생도들의 생도생활을 마무리하고 격려하는 행사이다.
시행 방침 : 늦가을(학사일정에 따라 조정)
장소 : 생도식당, 생도회관 및 교내
대상/ 복장 : 전 생도(화랑축제는 4학년만) / 정복(화랑축제는 예복)
표준일정
| 구분 | 1일차                              | 2일차                                                       | 3일차                                                |
| ---- | ---------------------------------- | ----------------------------------------------------------- | ---------------------------------------------------- |
| 공통 | 축제 준비                          | 작품전시회 '육사의 보물'투어, EVENT ZONE, 먹거리장터        | 작품전시회 '육사의 보물'투어, EVENT ZONE, 먹거리장터 |
| 오전 | 체육부서 교류전                    | 체육부서 왕선발 체험부스, 병과소개부스 연극 공연 독서골든벨 | 각종 세미나 (양성, 명예, 군사, 리더십)               |
| 오후 | 체육부서 교류전                    | 체육부서 왕선발 체험부스, 병과소개부스 연극 공연 독서골든벨 | 화랑축제 준비 화랑관 개방행사                        |
| 야간 | 승화대 점화식 연무제/ Mr.육사 선발 | 화랑음악회                                                  | 화랑축제                                             |

유의사항
1. 여단본부 및 각 문화체육활동부서, 동기회 주도 하 생도주도의 행사 진행
2. 과열된 경쟁으로 교류전 간 환자 발생 -> 스포츠맨십에 입각한 경기진행
3. 행사에 소극적 참여, 파트너에 대한 기본적인 에티켓 준수
4. 장난행위 근절
5. 이성간 행동 시 준수사항 준수 철저(생도 간, 이성 파트너)
6. 생도 축제장소 외 무단이탈 방지

##### 문화체육활동부서 활동
1. 체육부서 교류전 : 축구부, 농구부, 핸드볼부, 럭비부, 야구부는 일반 대학의 동아리나 타 사관학교와 교류전을 통해 1년간 갈고닦은 스포츠 능력을 발표하고, 좋은 관계를 유지한다.
2. 체육부서 왕선발 : 배드민턴부, 복싱부, 수영부, 족구부, 탁구부, 테니스부는 체육부서 왕선발 대회를 통해 타 문화체육활동부서의 생도들도 참가한 토너먼트 대회에서 그 종목의 우승자를 결정한다. 우승자에게는 생도대장 표창이 수여된다.
3. 연극공연 : 연극영화부에서 준비하는 연극공연으로서, 육사박물관 강당에서 진행되며 약 2시간 정도의 공연이다.
4. 연무제 : 검도부, 유도부, 태권도부, 합기도부는 1년동안 준비한 무술에 대한 능력을 부서원 전부가 참여하여 보여주는 장으로서, 외부 단체의 공연도 관람하기도 한다.
5. 화랑음악회 : 관현악부, 그룹사운드부, 기타부, 사물놀이부, 응원부는 1년동안 준비한 음악에 대한 능력을 음악회의 형식으로 보여준다.
6. 추가적으로 화랑제가 지루하지 않도록 하기 위해 영상을 직접 만들어 상영하는 방송홍보부의 활동도 있다.

### 중대가 및 중대구호
중대가 및 중대구호는 생도들이 단체학과출장 및 화랑의식 간에 부르는 노래 및 구호이다. 생도들의 사기를 높이고 중대에 대한 소속감을 불러일으키기 때문에 체육대회 등에서도 응원가로 자주 불린다. 중대마다 중대가 및 중대구호가 다르기 때문에, 생도들은 중대가 바뀌면 새로운 중대의 중대가 및 중대구호를 익힌다.  

#### 1중대 구호
나가자 1중대! 맹렬한 기세! 앞장선다 선봉! 
맹호가 가는 길을 누가 막으랴! 누가 막으랴!
맹호! 맹호! 맹호맹호맹호맹호!!

#### 2중대 구호
싹 다 비켜 싹 다 치워
비상 비상 재구가 비상
창공을 가르는 기상
상상 이상의 위상을 떨쳐
날쌘 독수리 하늘을 찢어라
위히 위히 야하

#### 2중대가(재구가)
해달같이 눈부신 기백과 정열 
끝 없이 타오르는 횃불을 보라 
동지들을 구하려고 제 몸 던졌네 
저 님은 살아있는 의기의 상징! 

#### 4중대가
화랑도 높은 뜻을 가슴에 품고 
찬란한 민족혼을 붉게 태워서 
천하를 호령하는 장쾌한 기백  
천!추!에! 빛나거라! 
진흥 4중대 진흥의 앞길 누가 막으랴 
혁!혁!한 필승의 혼 진흥 4중대!!

#### 5중대 구호
우리가 누구냐! 무  열!
황소의 힘찬 기백! 천지가 진동한다!
아  싸 무열! 으쌰으쌰 오켐!
석! 전! 경! 우! 
오오오오오 쏴아아아아!!

#### 6중대 구호
비상하라 6중대
하늘이 열리고 청룡이 내려온다
화랑의 후예 
청룡의 표상 
푸른하늘 하늘 위로 솟아-! 
천지개벽 청룡유신 화룡점정 6중대다 유신, 유신, 유신

#### 6중대가
6중대가도 존재하지만, 2021년 기준으로 노래가 쳐진다는 생도들의 의견이 많아 자주 부르지 않고 있다고 한다.
2016년 육사사랑 군악연주회 영상에 6중대가가 등장한다.

#### 7중대 구호
아 싸! 아 싸 관창! 으랏차차 관창!
힘내라 럭키세븐 관창 7중대! 관창 7중대! 
오오오오 쏴아아아!!

#### 7중대가 (웅비가)
바람아 불어라 구름아 흘러라  
이 땅이 깨어진들, 무엇이 두려우랴  
산과 강 바다 하늘 뛰어넘어, 거칠 것 없어라  
우리는 민족웅비 최선봉 선구자 
청년아 뛰어라 장부야 외쳐라  
피끓는 젊음앞에 무엇이 두려우랴  
오대양 육대주를 품에 안고 끝없이 펼쳐라  
우리는 조국통일 새역사 창조자  

#### 8중대가
문무의 호국 정신 이어받아서 
조국을 수호하는 웅비한 기상
싸우면 이기는 우리의 전통
찬란하게 빛나라 문무 8중대

## 하루 일과
매일 06:00 - 23:00

## 주요 시설

### 교정

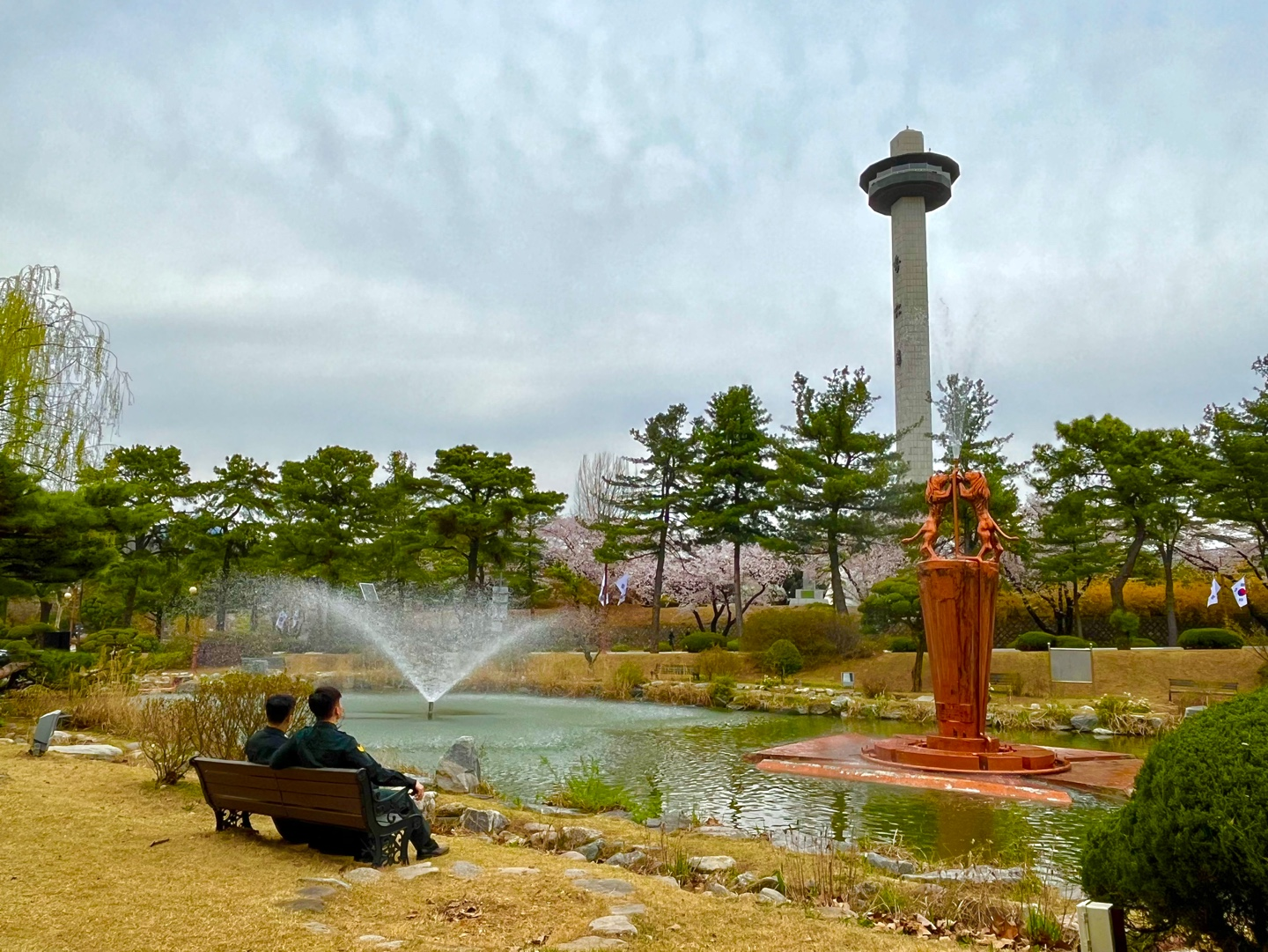
범무천 일대

육군사관학교는 1997년 2월부터 교정을 일반인에게 제한적으로 유료 개방했으며, 2008년 10월 1일부터 무료 개방하고 있다. 전체적으로 개방되어 있지만, 생도시설 및 지원시설은 관람이 불가능하다. 육군사관학교를 방문하려면 육군사관학교 웹사이트에서 관광 신청을 하고 방문해야 한다.
교내에는 육군사관학교 육군박물관이 있다. 또한 국가등록문화재 제398호인 박정희대통령 의전용 세단과 유형문화재 제16호 삼군부 청헌당, 제43호 연령군 이훤 신도비 등의 문화재가 있다.

### 관창체육관

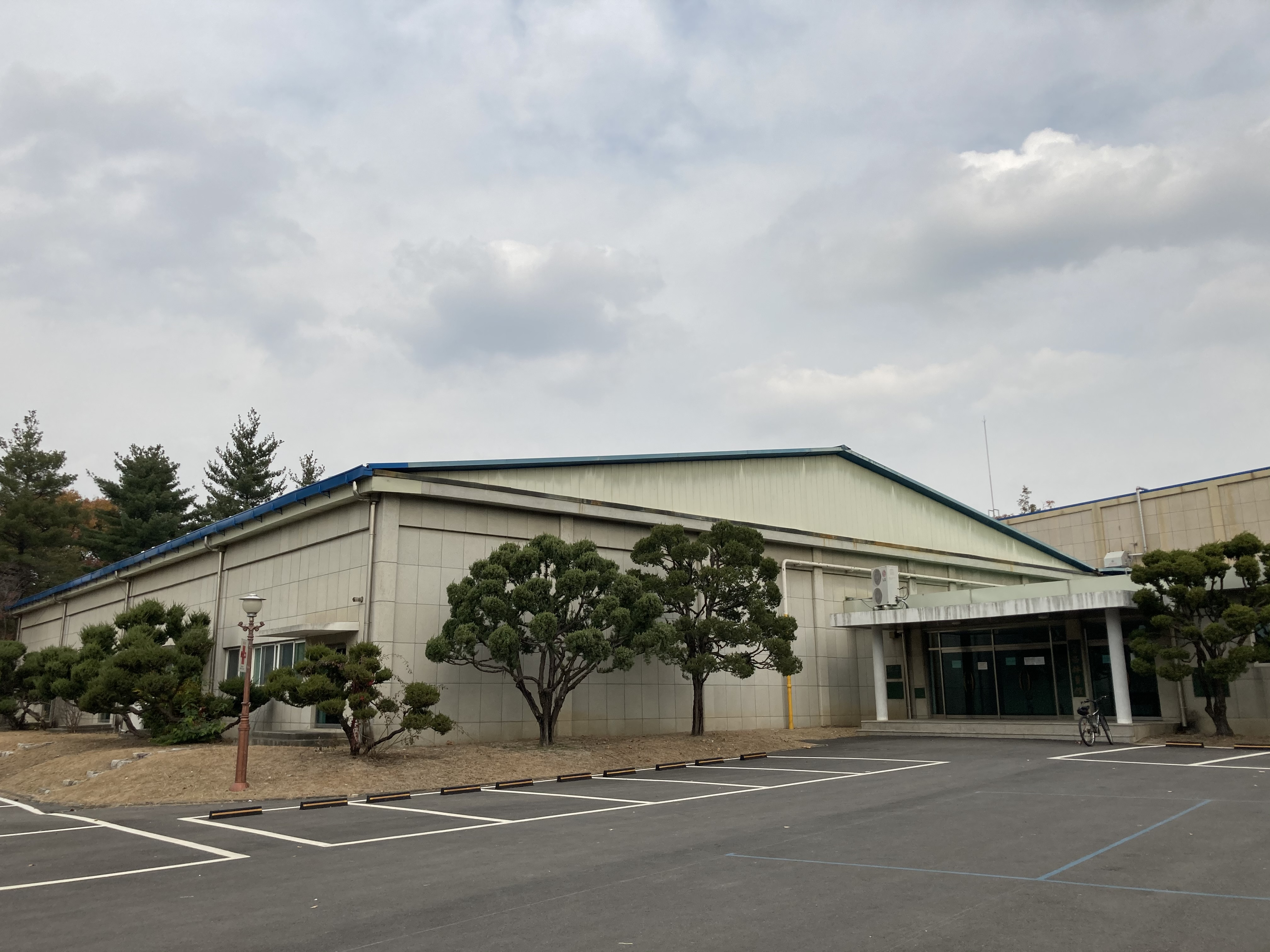
관창체육관

관창체육관(官昌体育館)은 육군사관학교에 있는 생도 체육시설 중 하나이다. 1967년에 준공되었으며, 1999년에 무도장을 증축하였다. 육군사관학교 제2정문에서 양지관과 서애관 방향의 종합경기장과 인헌관 사이에 위치한다. 명칭은 신라의 화랑 관창(官昌)의 숭고한 애국정신과 투철한 군인정신을 기리는 뜻에서 이름을 따왔다. 1966년에 건립하였고 1999년에 무도장을 증축하였다. 총 2,893m2의 넓이에 태권도장, 유도장, 검도장, 권투 링을 갖추고 있다. 주로 생도들의 체육학 수업이나 문화체육활동에 이용된다.

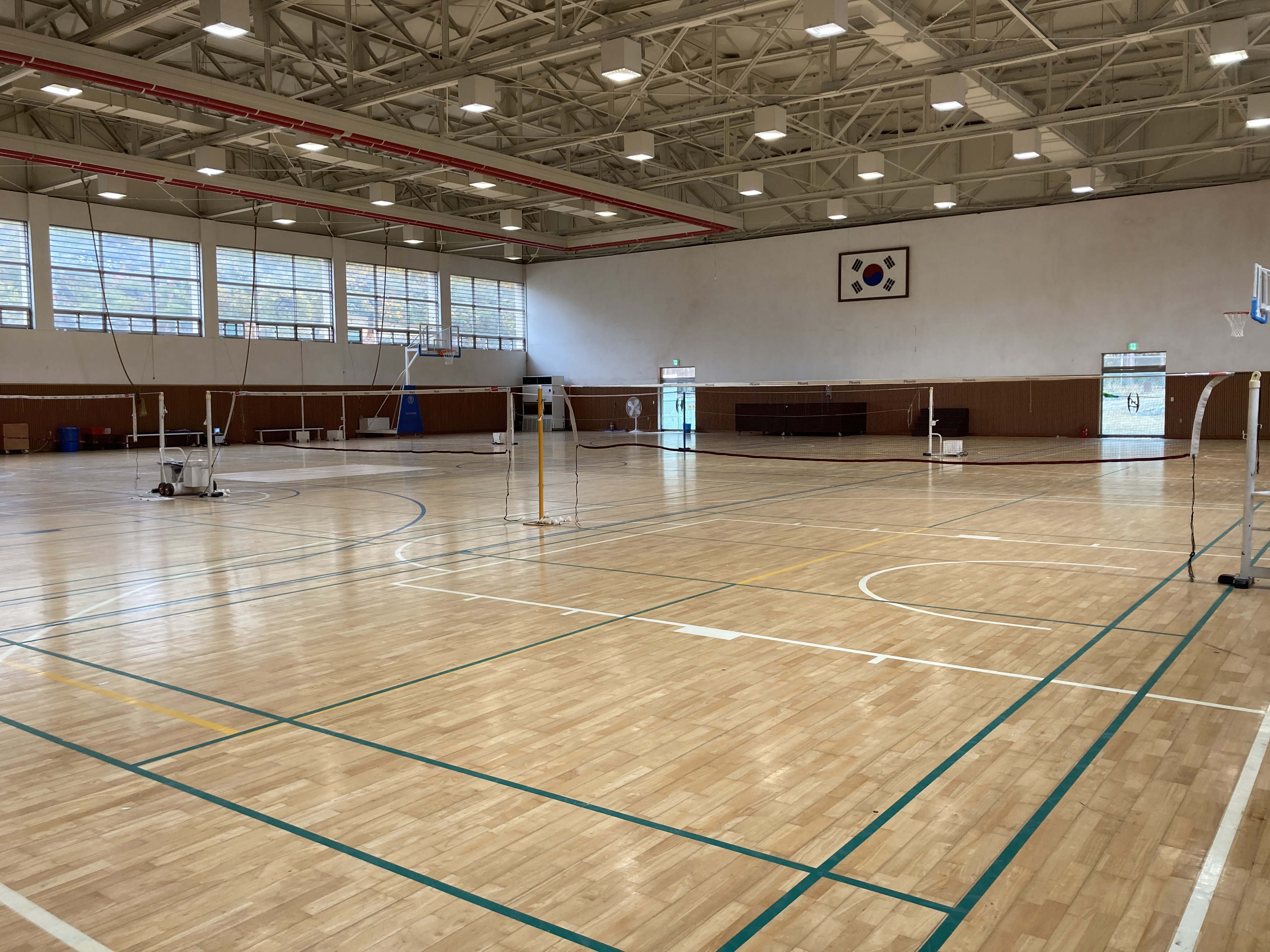
메인 홀
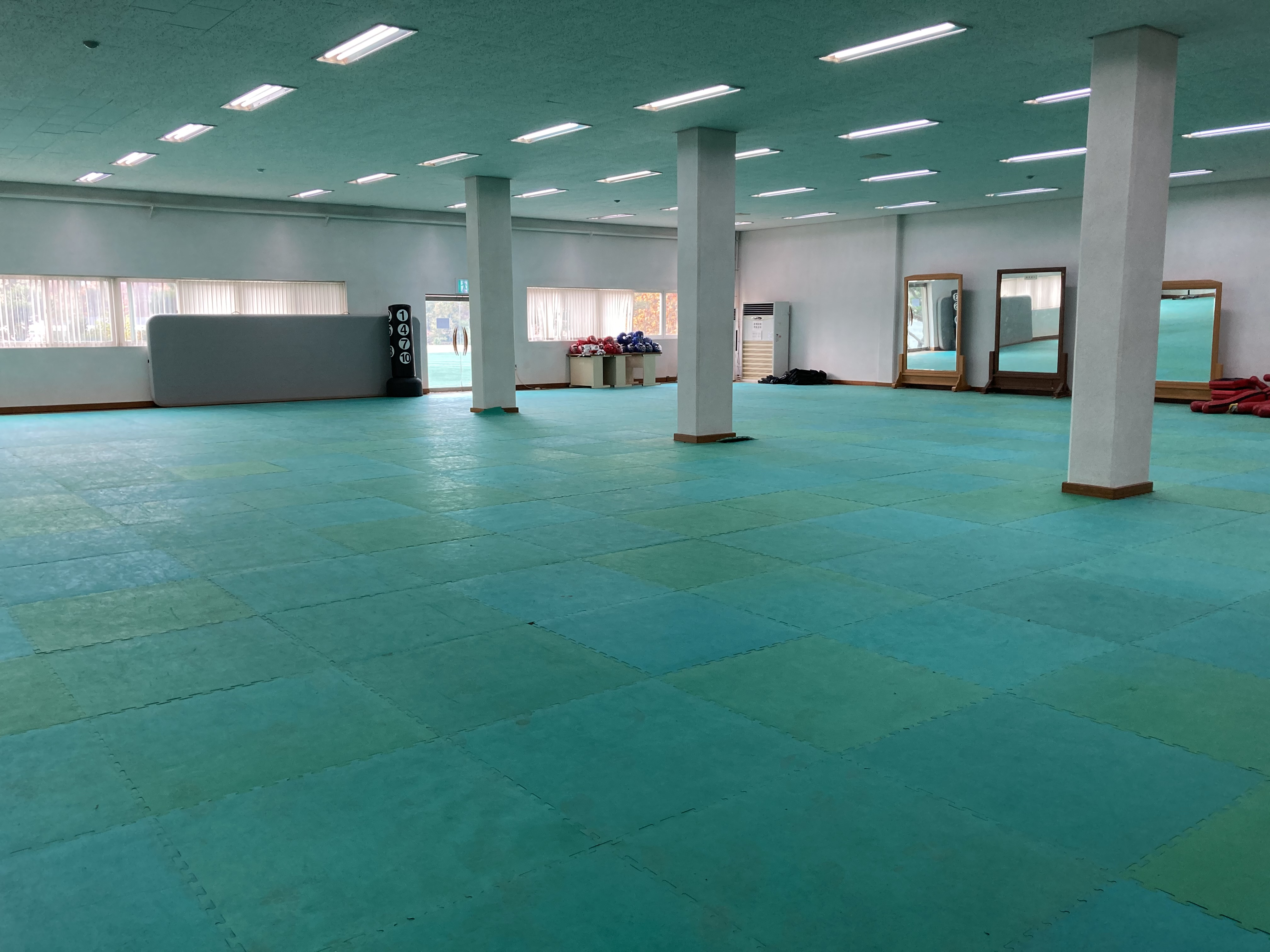
태권도장
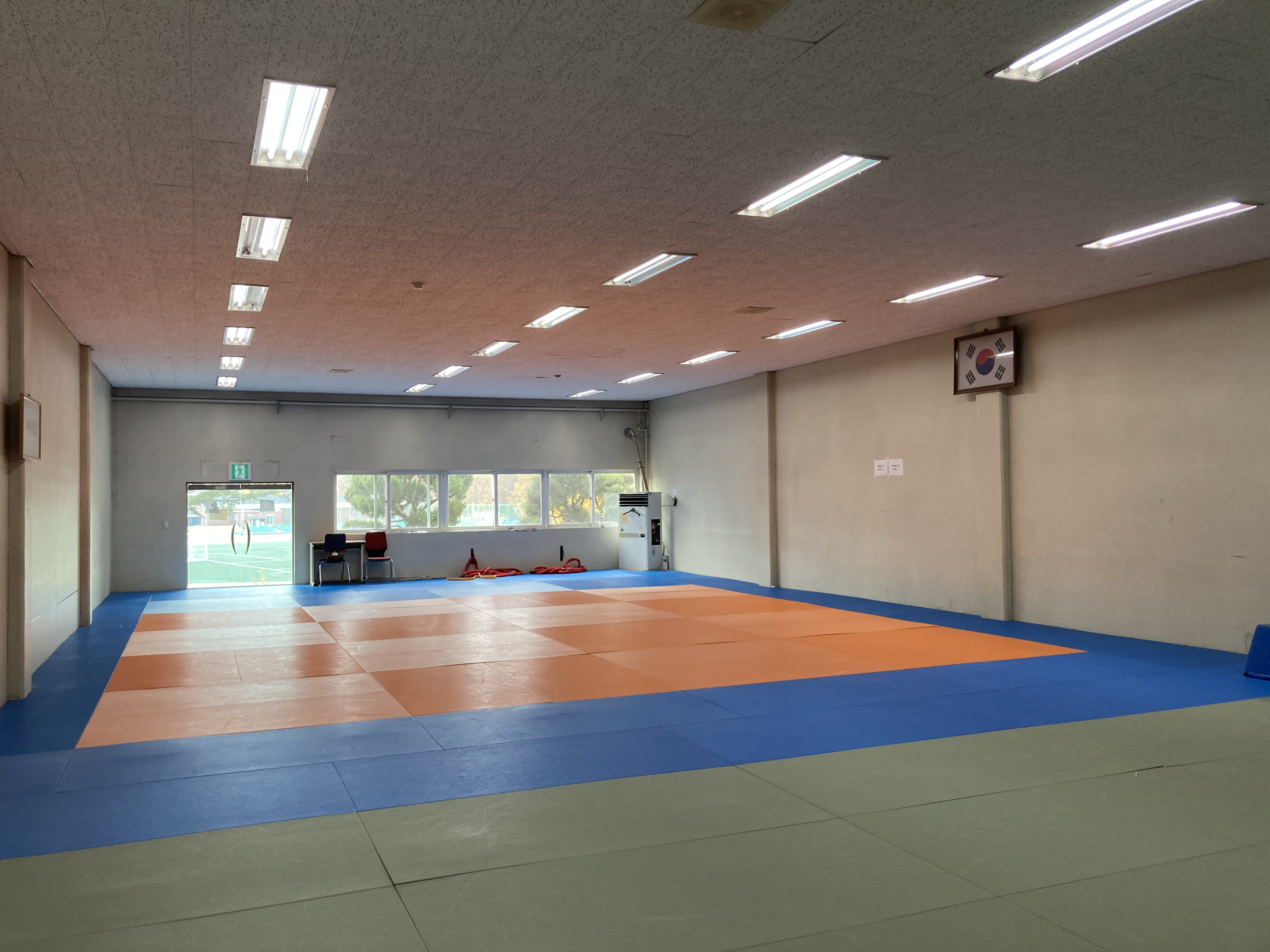
유도장
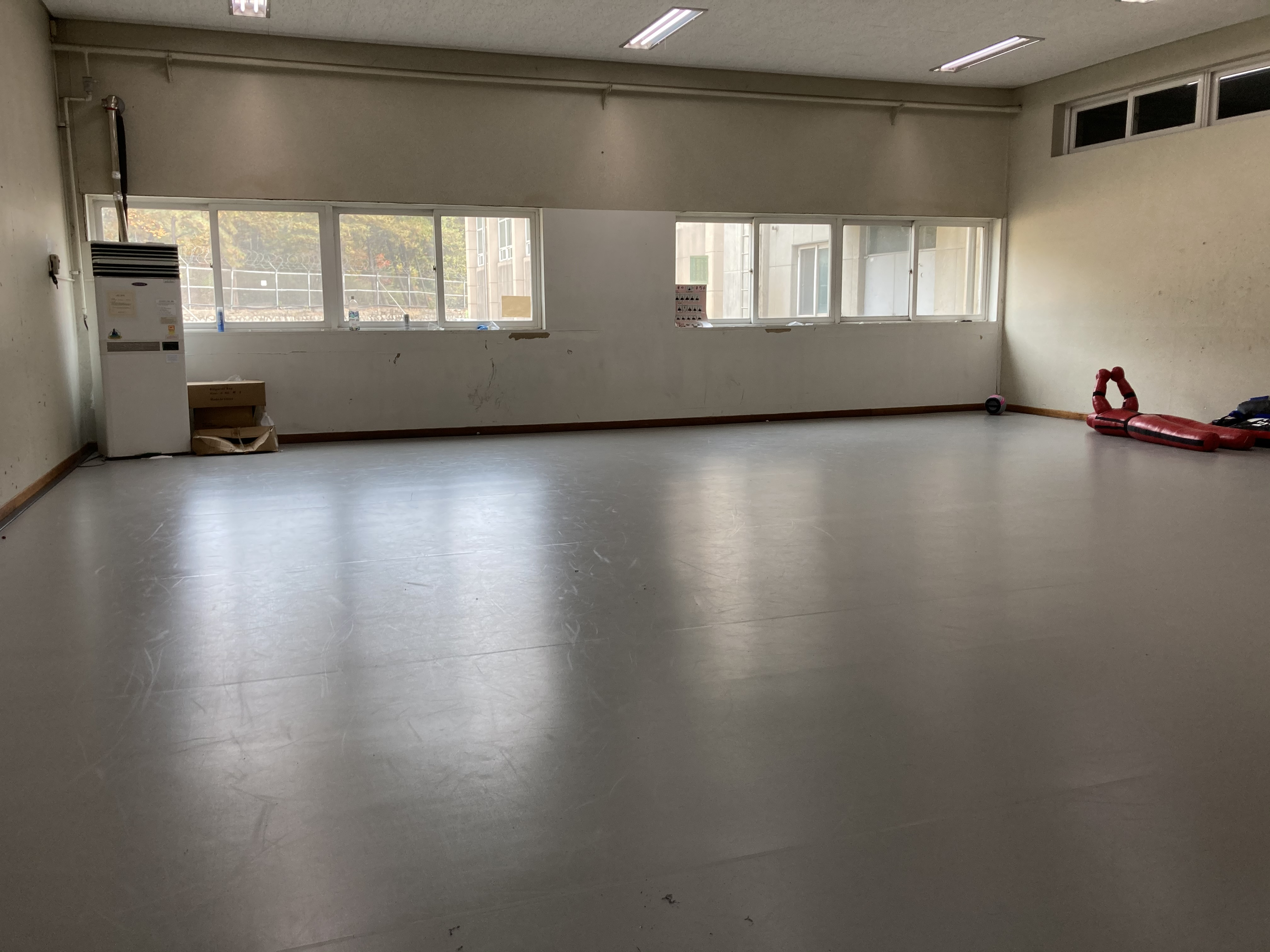
합기도장
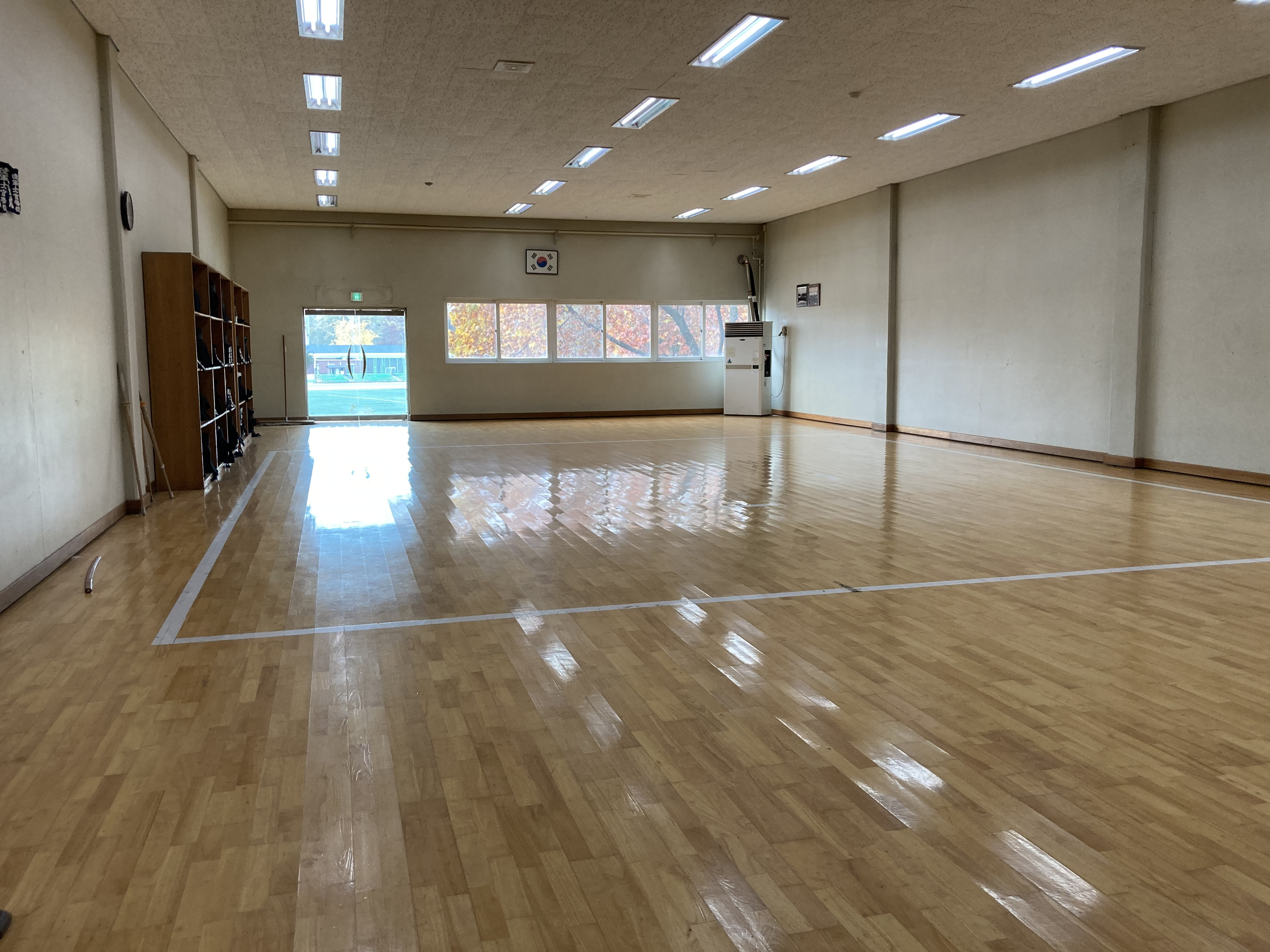
검도장
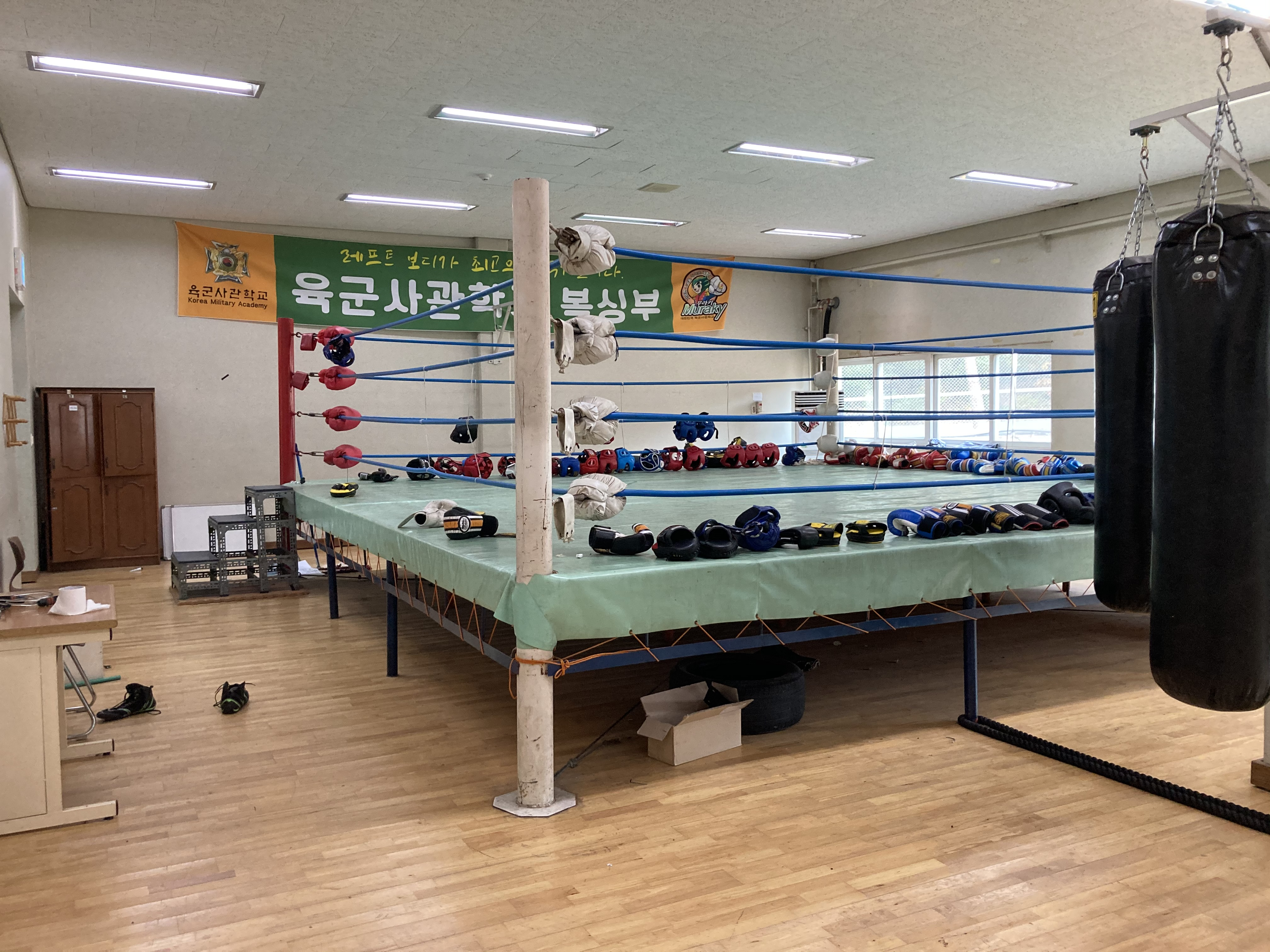
복싱장

## 같이 보기
- 육군사관학교 육군박물관
- 육군사관학교 행정안내소
- 대한민국 해군사관학교
- 대한민국 공군사관학교
- 대한민국 육군3사관학교
- 국군간호사관학교
- 육군학생군사학교
- 합동군사대학교
- 미국 육군사관학교
- 일본 육군사관학교
- 강건종합군관학교